# Alexander Selkirk
Alexander Selkirk, nascut Alexander Selcraig, (1676- 13 de desembre de 1721) va ser un mariner escocès que va estar durant quatre anys i quatre mesos com a nàufrag en una illa deserta. És probable que els seus viatges juntament amb la història de Pedro Serrano proporcionessin inspiració a Daniel Defoe (ell el va entrevistar) per a Robinson Crusoe.
A l'octubre de 1703 estava en el galió Cinque Ports, que va tocar l'arxipèlag Juan Fernández (Xile). Selkirk va discutir amb el capità el qual, com a càstig, el va abandonar. Allà va romandre durant quatre anys. El Cinque Ports es va enfonsar poc després. El rescat va arribar el 2 febrer 1709, dia divendres, amb el vaixell Duke. Va tornar al Regne Unit. Pel que sembla, mentre visitava Plymouth, va conèixer una vídua i s'hi va casar.
Es va embarcar novament el 1717 i, segons el quadern de bitàcola, va morir a les vuit de la tarda del 13 de desembre de 1721 mentre servia com a tinent a bord del vaixell de l'Armada Weymouth. Probablement va sucumbir a la febre groga. Va ser enterrat al mar a la costa occidental d'Àfrica.
L'1 de gener de 1966 l'illa en què va estar Selkirk va ser oficialment rebatejada com a Robinson Crusoe. Al mateix temps, l'illa més occidental de l'arxipèlag Juan Fernández va ser rebatejada com a Alejandro Selkirk, encara que és probable que Selkirk mai la veiés, ja que aquest va habitar l'illa major oriental.
Entorn de l'any 2000 una expedició dirigida pel japonès Daisuke Takahashi va trobar instruments nàutics del segle xviii a l'illa, que probablement pertanyessin a Selkirk.
Actualment s'està rodant una pel·lícula animada que relata la vida d'Alexander Selkirk i les seves peripècies durant els seus viatges, anomenada "Selkirk, el veritable Robin Crusoe". El film va ser finançat des d'un principi per CORFO (Xile), Consell de la Cultura i les Arts (CNCA-Xile) i pel Fons Ibermedia, el que va generar l'impuls perquè el projecte comencés a assajar la coordinació entre els països que participen (Xile amb els efectes especials, idea original i l'storyboard, Argentina amb les veus i Uruguai amb els ninots per al stopmotion).1 És una producció conjunta de la Suma - Tournier Animación (Uruguai), Producciones Maiz (Argentina) i Cineanimadores (Xile), i es planeja estrenar-la el 2012.